# Ligne A du tramway de Brest
Pour un article plus général, voir Tramway de Brest.
La ligne A du tramway de Brest est une ligne de tramway desservant la ville de Brest, mise en service le 23 juin 2012. Longue de 14,3 km, la ligne relie en fourche la station Porte de Plouzané à l'ouest aux stations Porte de Gouesnou et Porte de Guipavas à l'est.

## Histoire

### Chronologie
- 1984 : premières réflexions sur le retour du tramway ;
- 1990 : référendum sur le tram, le non l'emporte à plus de 80 % ;
- 2001 : le projet refait surface ;
- 2003 : concertation préalable ;
- 2007 : définition du tracé ;
- mars à avril 2009 : enquête publique ;
- septembre 2009 : déclaration de projet préalable à la déclaration d'utilité publique ;
- début 2010 : début des travaux préparatoires ;
- août 2010 : soudure du 1er rail ;
- octobre 2011 : début des essais ;
- novembre 2011 : ajout de la 28e station ;
- 23 juin 2012 : inauguration de la ligne.

### Construction de la ligne

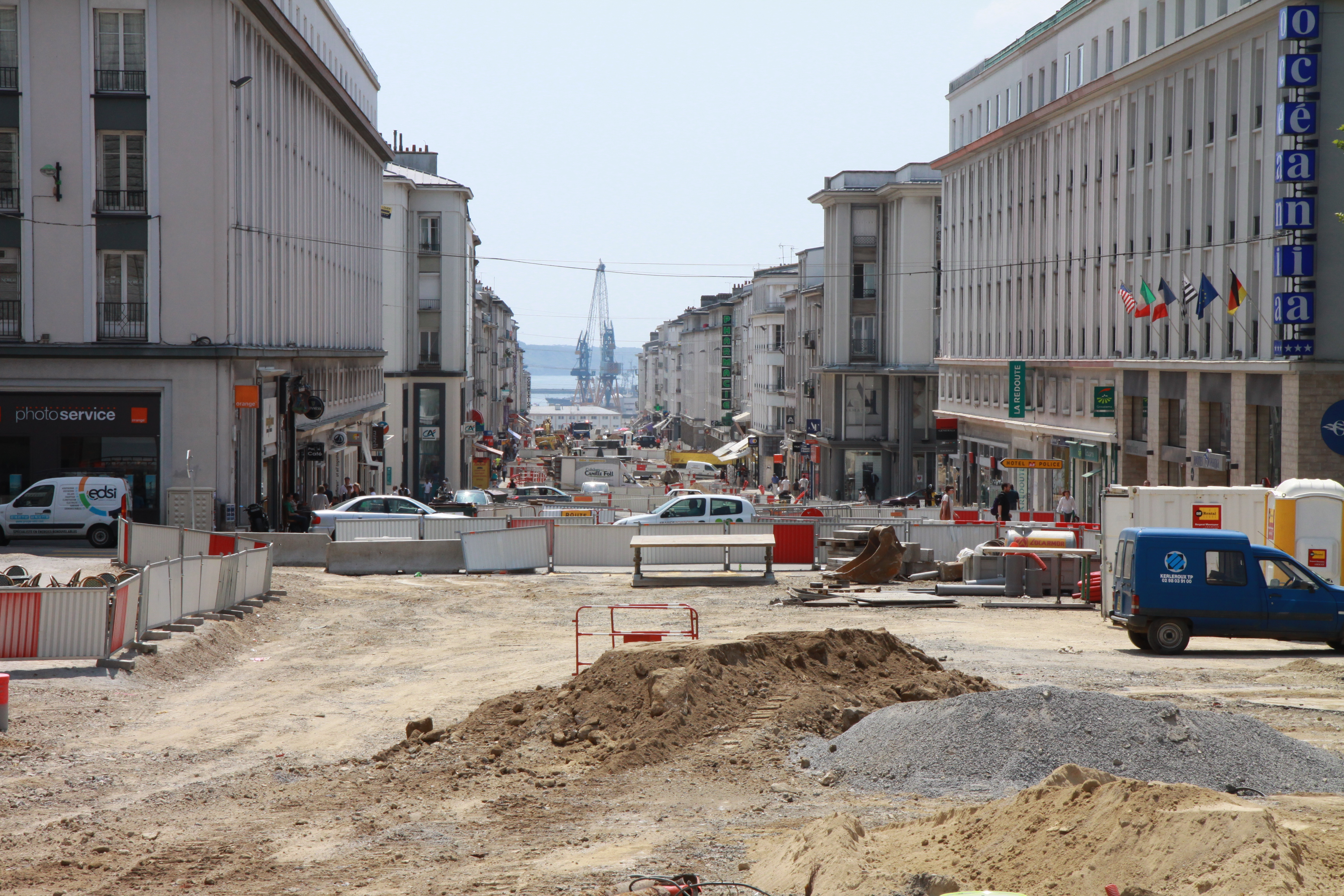
La rue de Siam en travaux en 2010.

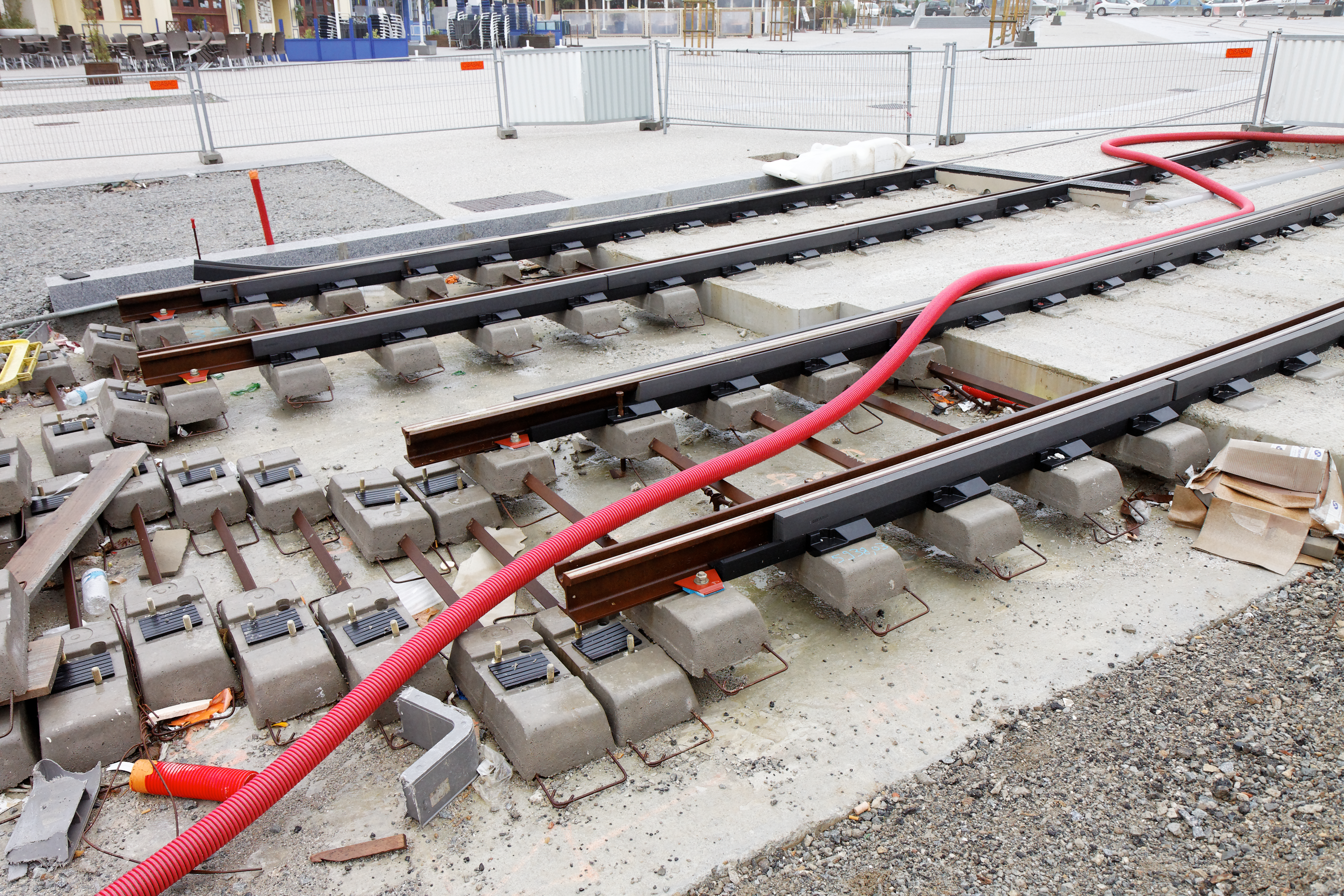
Pose de la voie rue de Siam en 2011.

Logo du projet.

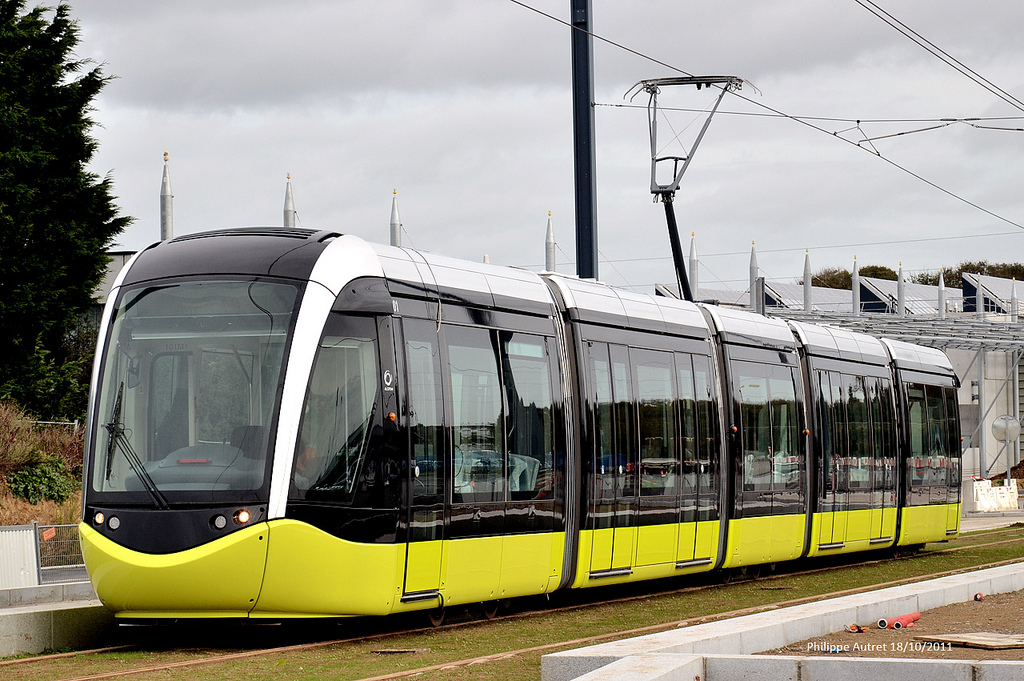
Une rame au début des essais, en octobre 2011.

À l'issue de l'enquête publique qui a lieu du 9 mars au 17 avril 2009,, les commissaires enquêteurs ont rendu un avis favorable le 30 juillet en émettant certaines réserves comme l'extension au sein du Technopôle Brest-Iroise jugé non prioritaire ou une amélioration du réseau de bus. Les travaux démarrent dès le 6 juillet avec les déviations de réseaux, la métropole prend en effet le risque de commencer avant même que la ligne soit déclarée d'utilité publique. La déclaration de projet préalable à la déclaration d'utilité publique est adoptée par le conseil communautaire de Brest Métropole Océane au cours de la séance du 10 septembre 2009. L'objectif est de voir la fréquentation du réseau Bibus augmenter de 40 % à l'horizon 2014.
Les travaux de construction de la plateforme débutent début 2010, suivi en juin par la pose de la première pierre du centre de maintenance,.
Le chantier est marqué par des opérations de déminage d'obus de la Seconde Guerre mondiale, la ville ayant été bombardée durant près de quatre ans. Le site du centre de maintenance est particulièrement concerné, plusieurs mois de déminage entre août 2009 et mars 2010 ont été nécessaires pour retirer 16,5 tonnes d'explosifs et détruire 11 blockhaus avant de pouvoir entamer sa construction,,. La pose et la soudure du premier rail a lieu à la fin du mois d'août 2010. Si l'année 2010 a été consacrée à la construction de la plate-forme et à la pose des voies, l'année 2011 est consacrée à la pose des équipements et à l'alimentation électrique, de la signalisation et à l'aménagement des stations.
En février 2010 une polémique éclate sur le choix du fournisseur des dalles de granit qui décorent les espaces publics le long du tram, les professionnels bretons craignent en effet que Eurovia, l'entreprise en change du chantier se fournisse en Chine, plus compétitive en termes de prix. Début mai, la métropole annonce que les entreprises locales décrocheront une partie des contrats, en particulier le dallage de la place de Strasbourg, grâce à une clause sur le bilan carbone du transport des matériaux favorisant de fait la production locale.
Dans la nuit du 22 au 23 août 2011 a lieu une étape majeure du chantier avec la pose du nouveau tablier du pont de Recouvrance, l'ancien tablier datant de 1954 au tonnage limité (3,5 tonnes) a été remplacé pour un nouvel ouvrage permettant de supporter les 40 tonnes d'une rame de tramway, et doté d'encorbellements pour les piétons de part et d'autre,,. Totalement fermé le 27 juin afin de permettre son remplacement, l'ouvrage rouvre le 22 octobre, la circulation automobile et les bus ont été déviés par le pont de l'Harteloire,.
Les essais débutent le 18 octobre 2011 sur un court tronçon entièrement barriéré à proximité du dépôt, avant de s'étendre progressivement au reste de la ligne au cours des mois suivant, le dernier tronçon vers Gouesnou voit les essais débuter en mai 2012. Les lourds travaux s'achèvent fin 2011 pour laisser place aux finitions et aux essais.
Fin novembre 2011, il est annoncé que le tram comptera 28 stations au total, avec la mise en service dès 2012 de la station Kerlaurent, dont le nom était initialement attribué à la station Eau Blanche, définie à l'origine comme une station « réserve » de la branche de Guipavas, mais dont la construction de 300 logements à proximité a motivé la métropole à la construire de suite.
La marche à blanc, ultime phase d'essais consistant à tester la ligne en conditions réelles d'exploitation, a lieu du 5 au 22 juin 2012.

### Inauguration et distinctions

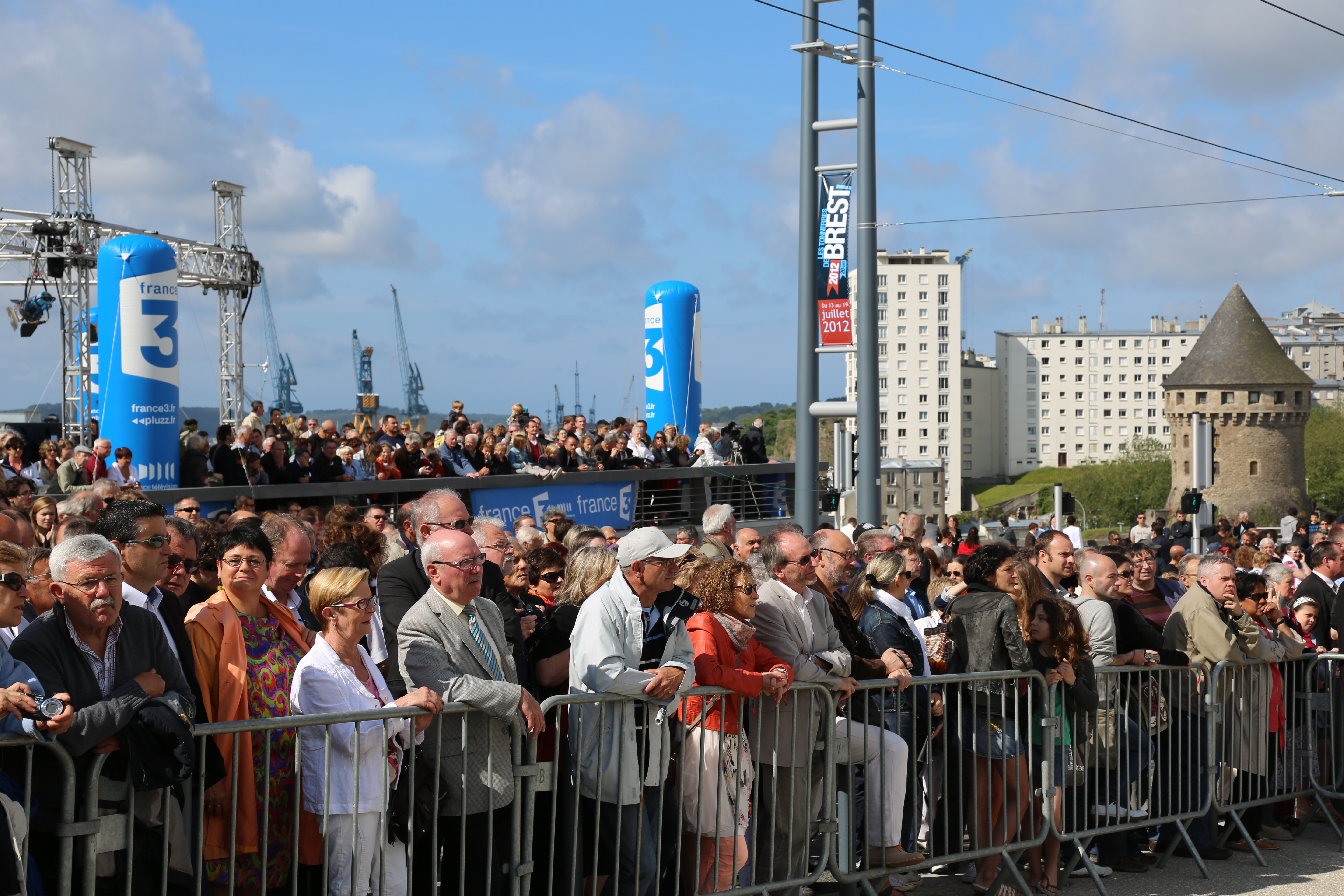
La foule le jour de l'inauguration.

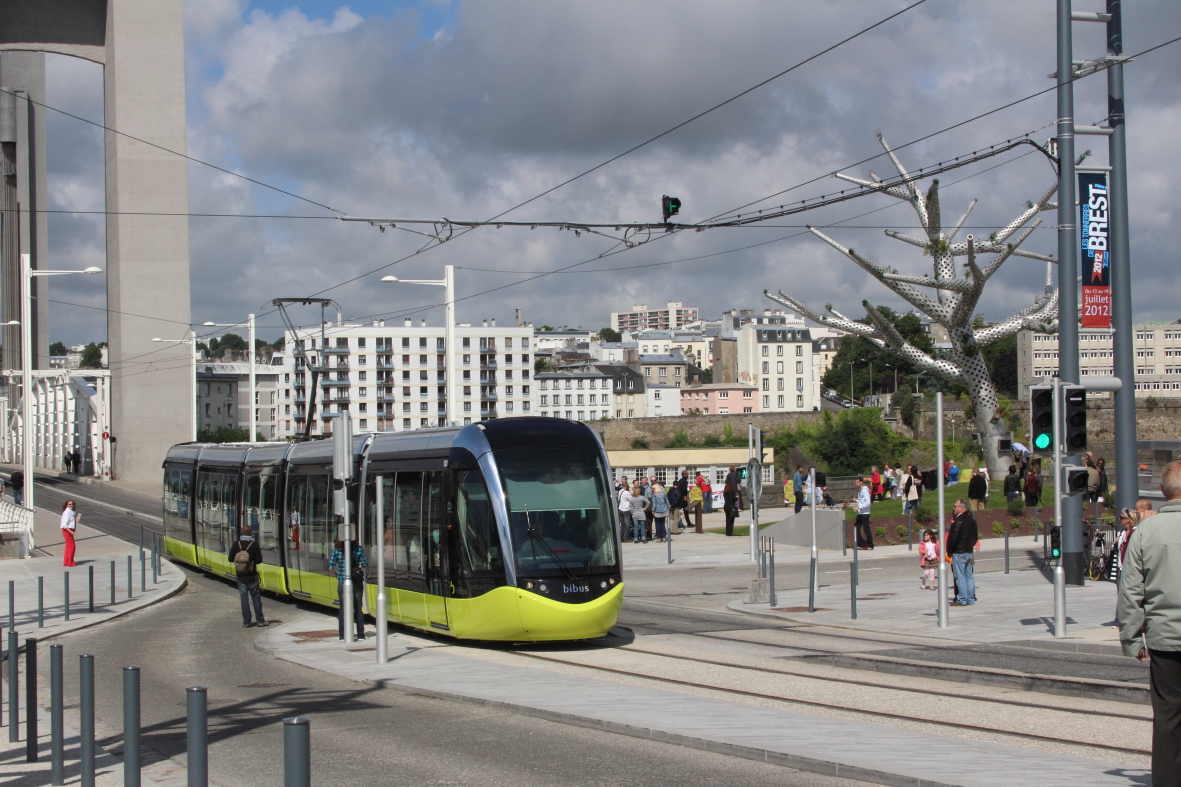
La rame inaugurale, venant de traverser le pont de Recouvrance, s'engage rue de Siam.

La ligne est inaugurée le 23 juin 2012 à 11 h au bas de la rue de Siam en face du pont de Recouvrance en présence du maire François Cuillandre et du président de la région Bretagne Jean-Yves Le Drian, marquant le début de deux jours de festivités avec notamment une parade géante et un flashmob dans la soirée du 23 juin,. Le réseau Bibus est gratuit durant le week-end inaugural ainsi que pour le premier jour d'exploitation.
Sa mise en service s'est accompagnée d'une refonte du réseau de bus qui n'a pas été sans critiques de la part des habitants de certains quartiers, notamment Saint-Marc, Saint-Pierre-Quilbignon et le Restic qui ont vu leur desserte réduite ou supprimée, soit par proximité avec la ligne de tramway soit lors d'ajustements par rapport à la fréquentation,.
Le 4 octobre 2012, l'association britannique des tramways et le magazine « Tramways & Urban Transit » ont désigné le tram brestois comme le deuxième « meilleur projet international de tramway de l’année » ex-æquo avec celui de Casablanca et derrière celui de Saragosse lors des Light Rail Awards,.
Le tramway brestois a aussi été sélectionné pour le Trophée français de l'e-democratie 2011, pour le vote en ligne du nom des stations de la ligne.

### Coût et financement du projet

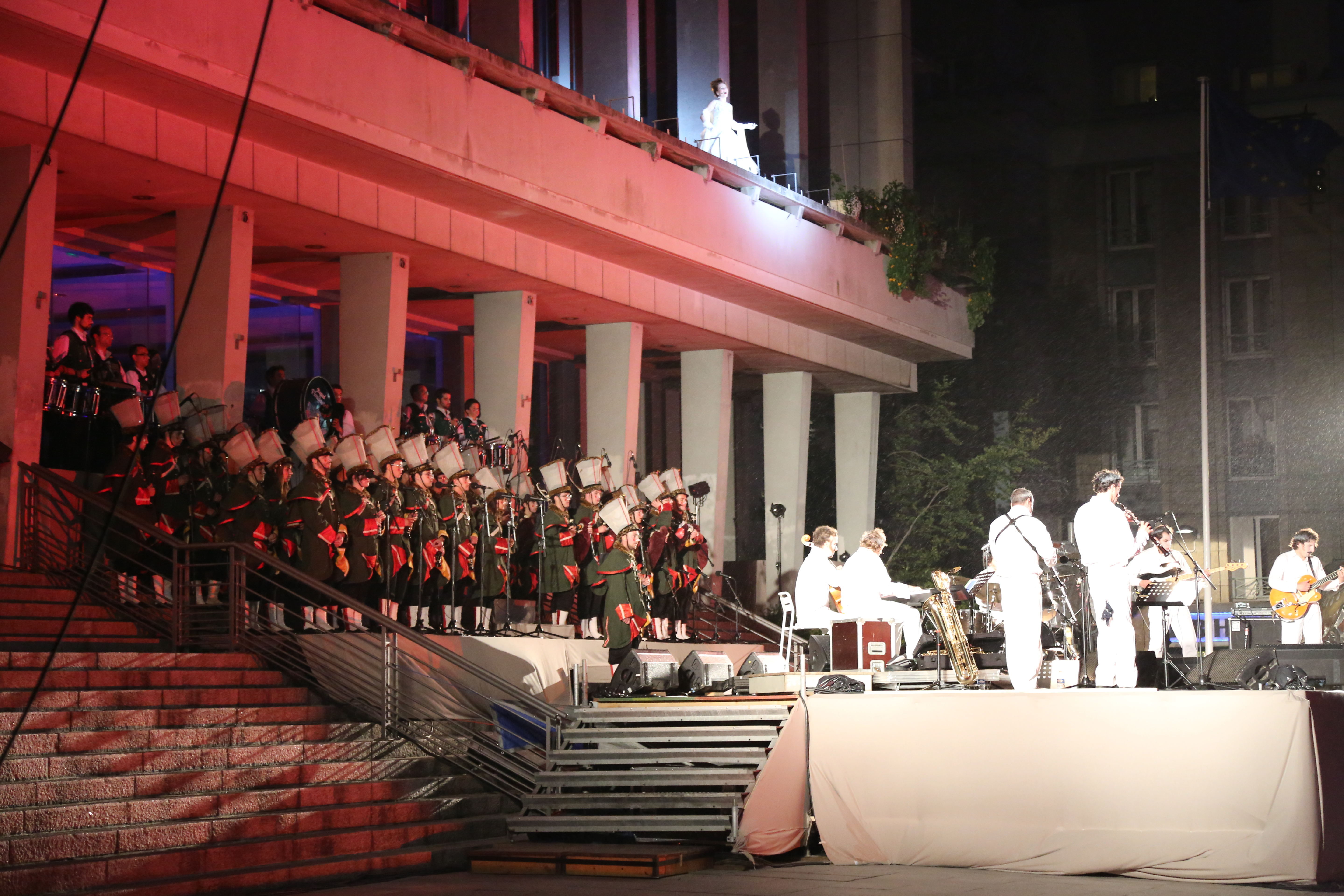
Le spectacle inaugural dans la soirée du 23 juin, place de la Liberté.

Le coût du projet est de 290 millions d'euros (en juillet 2006) répartis de la manière suivante :
- ingénierie études de maîtrise d'ouvrage : 60 M€ ;
- construction du centre de maintenance : 15 M€ ;
- achat du matériel roulant : 55 M€ ;
- construction des ouvrages d'art : 10 M€ ;
- construction des infrastructures voies et équipements : 158 M€.

Il grimpe, en valeur de 2010, à 338 millions d'euros, et à 383 millions en 2012, en euros constant.
Le financement du projet se répartit de la façon suivante, en valeur 2012 :
- subventions, à hauteur de 24 % :
  - État : 53,4 M€ ;
  - Conseil général du Finistère : 16 M€ ;
  - Union européenne : 15,5 M€ ;
  - Région Bretagne : 4 % restant.
- emprunt : 208,9 M€, dont 100 M€ à la caisse des dépôts et consignations[31] ;
- versement transport : 75,2 M€ ;
- recettes d'exploitation du réseau et de la publicité[29].

### Évolution de la ligne
En juin 2016, Brest métropole engage le graissage des rails dans les courbes, une trentaine de zones dont les courbes de la place de la Liberté par exemple, grâce à un système de graissage intégré aux rames, afin de réduire les nuisances sonores, pointée par les riverains dès le début. En décembre 2017, seule la rue de la Porte à Recouvrance reste à traiter, l'absence d'autorisations — l'exploitant devant prouver que le graissage ne réduit pas l'adhérence dans ce secteur aux pentes raides — empêchant Keolis de traiter ce secteur.

## Tracé et stations
La ligne A est longue de 14,3 kilomètres. Elle est implantée en site propre sauf sur un court tronçon du boulevard de Plymouth à l'est de la station Keranroux et sur le pont de Recouvrance où les voies sont mêlées dans la circulation automobile. 55 % de ce site propre est engazonné. Des pistes cyclables accompagnent le tramway sur une part importante du tracé.

### Tracé

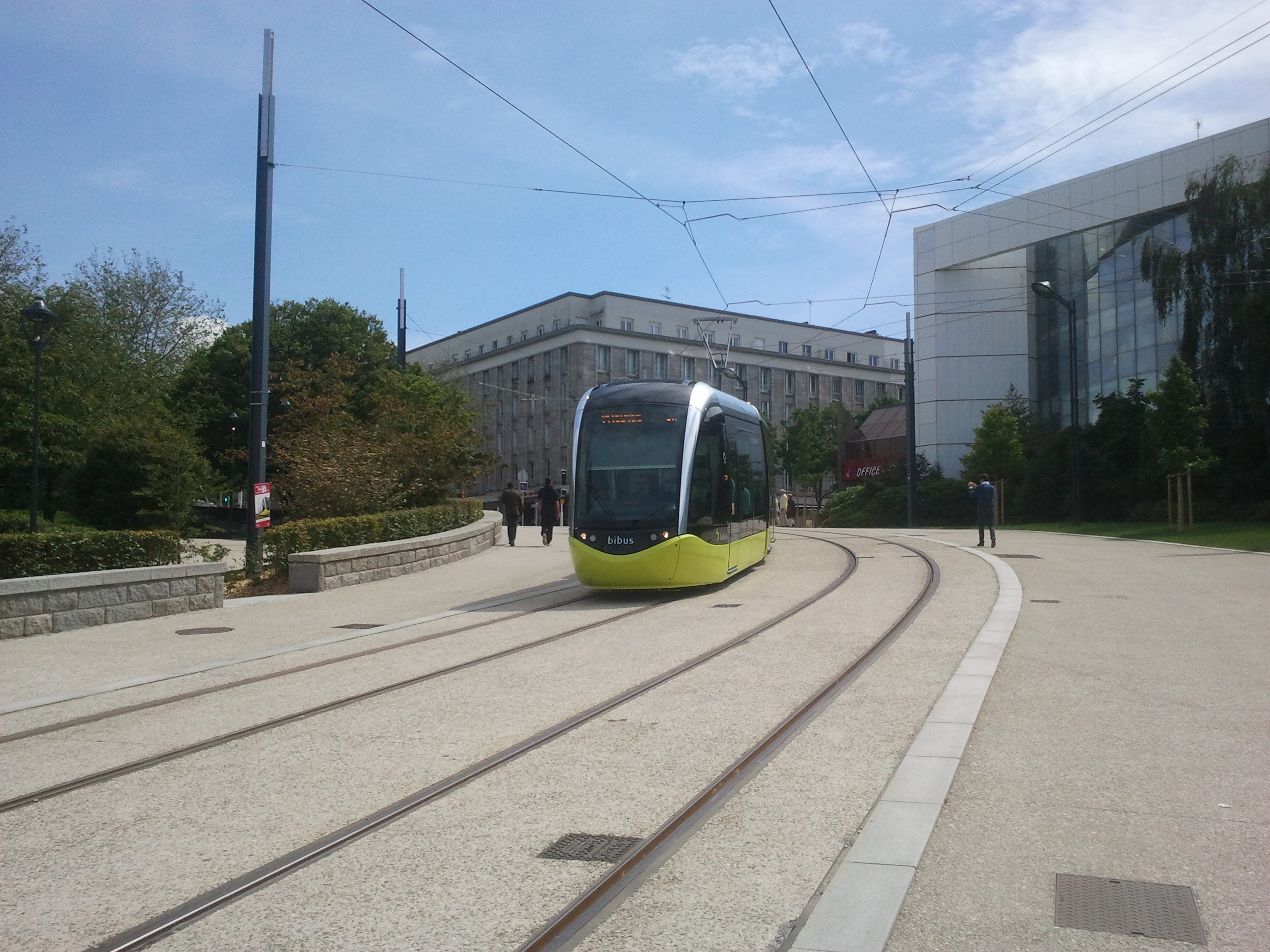
Le tramway sur la place de la Liberté.

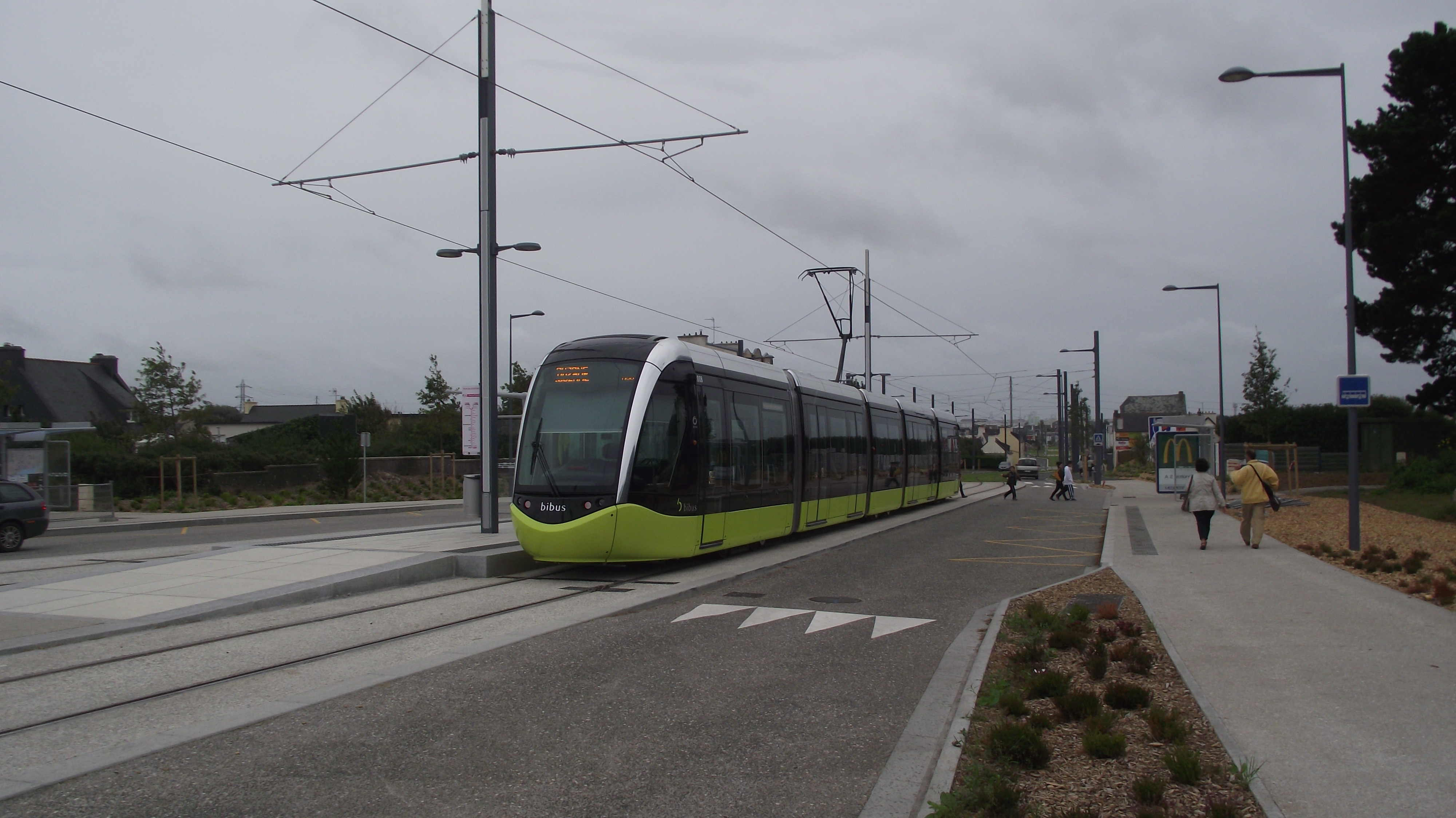
Une rame au terminus Porte de Gouesnou.

Le tracé naît avenue de la 1re DFL (D 789), à proximité de l'usine Thalès et du centre d'exploitation et de maintenance de la ligne, accessible par un triangle de raccordement. La ligne continue sur cet axe et passe à côté du fort Montbarey avant de s'engager boulevard de Plymouth, qui compte un court tronçon mêlé à la circulation automobile entre les rues de Keranroux et Frégate Le Vengeur en raison de l'étroitesse de la voirie, contournant par le nord le bourg du quartier et ancienne commune de Saint-Pierre-Quilbignon puis, au niveau de la Brest Arena, la ligne bifurque à gauche pour s'engager rue du 19 mars 1962 puis rue Dupuy de Lôme, axes empruntés sur toute leur longueur situées dans le quartier de Quéliverzan, avant de tourner à droite juste avant le pont de l'Harteloire sur la rue Saint-Exupéry et sa pente de 8,59 % sur une longueur de 100 mètres, empruntée jusqu'au niveau de la salle Mac Orlan et passant au cœur du quartier de Recouvrance, où la ligne tourne à gauche rue de la Porte pour rejoindre le pont de Recouvrance qui, compte tenu de sa faible largeur, voit les voies tramway mêlé à la circulation automobile et permettant de franchir la rivière Penfeld et l'arsenal militaire coupants la ville en deux.
La ligne arrive sur la rive gauche et entre dans le centre-ville de Brest, elle s'engage dans la commerçante et piétonne rue de Siam, au milieu de laquelle les voies s'écartent pour passer de part et d'autre des fontaines Marta Pan, qui permet de rejoindre la place de la Liberté, que la ligne contourne par le sud, avant de s'engager sur l'autre grand axe commerçant et piéton de la ville, la longue rue Jean-Jaurès. Arrivée à l'autre bout de la rue se trouve la place de Strasbourg depuis laquelle la ligne bifurque à gauche sur la rue de Gouesnou (D 788) l'emmenant dans les quartiers de l'Europe et de Pontanézen dans lesquels la ligne emprunte la rue du 8 mai 1945 puis la rue Cézanne avant de tourner à droite boulevard de l'Europe (D 205).
Arrivé au croisement permettant à la ligne de retrouver la rue de Gouesnou, la ligne se sépare en deux branches : la première bifurque à gauche pour reprendre la rue de Gouesnou, longe la zone industrielle de Kergonan par l'ouest puis passe entre la ZAC de l'Hermitage et la zone industrielle de Kergaradec avant de rejoindre son terminus situé à Gouesnou, en face du centre commercial E.Leclerc et de l'échangeur entre les départementales 112 et 788 ; la seconde continue sur le boulevard jusqu'à son terminus à Guipavas, en face de la zone commerciale de Froutven, en longeant la zone industrielle de Kergonan par le sud.

### Principaux ouvrages d'art
La ligne suit en quasi-totalité la voirie communale et quelques routes départementales et n'emprunte qu'un seul ouvrage d'art remarquable : le pont de Recouvrance, pont mobile emblématique de la ville, qui a vu son tablier remplacé afin de permettre le passage du tramway. Le tramway a aussi nécessité la reconfiguration de l'échangeur de Kergaradec, afin de supprimer son aspect autoroutier et d'y insérer la ligne.

### Liste des stations

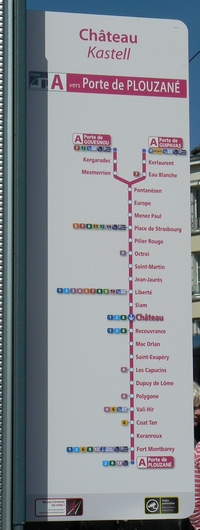
Plan schématique de la ligne implanté aux stations, en 2012. Ce plan est ici implanté à la station Château, sur le quai en direction de Porte de Plouzané.

Ce tableau récapitule les stations de la ligne au 4 janvier 2021, les correspondances données sont sujettes à modifications.
|   |   |   | Station Nom breton en italique           | Lat/Long                    | Communes | Correspondances |
| - | - | - | ---------------------------------------- | --------------------------- | -------- | --- |
|   | ■ |   | Porte de Plouzané / Dor Plouzane         | 48° 22′ 34″ N, 4° 33′ 13″ O | Brest    | Bus 2b 10 21 |
|   | • |   | Fort Montbarey / Kreñvlec'h Montbarey    | 48° 22′ 43″ N, 4° 32′ 39″ O | Brest    | , Bus 2b 6 10 21, BreizhGo 911                                                                                                 |
|   | • |   | Keranroux / Kerarrouz                    | 48° 22′ 56″ N, 4° 32′ 22″ O | Brest    | |
|   | • |   | Coat Tan / Koad Tann                     | 48° 23′ 10″ N, 4° 32′ 01″ O | Brest    | Bus 4 |
|   | • |   | Vali Hir / Ar Vali Hir                   | 48° 23′ 13″ N, 4° 31′ 37″ O | Brest    | Bus 4 91, BreizhGo 911 |
|   | • |   | Polygone / Poligogn                      | 48° 23′ 14″ N, 4° 31′ 08″ O | Brest    | Bus 4 |
|   | • |   | Dupuy de Lôme                            | 48° 23′ 26″ N, 4° 30′ 37″ O | Brest    | |
|   | • |   | Les Capucins / Ar Gapusined              | 48° 23′ 26″ N, 4° 30′ 17″ O | Brest    | Bus 4 |
|   | • |   | Saint-Exupéry                            | 48° 23′ 14″ N, 4° 30′ 16″ O | Brest    | |
|   | • |   | Mac Orlan                                | 48° 23′ 05″ N, 4° 30′ 14″ O | Brest    | |
|   | • |   | Recouvrance / Rekourañs                  | 48° 23′ 03″ N, 4° 29′ 58″ O | Brest    | Bus 2b 6 |
|   | • |   | Château / Kastell                        | 48° 23′ 07″ N, 4° 29′ 33″ O | Brest    | Téléphérique C, Bus 2b Noctybus La ligne bleue                                                                                 |
|   | • |   | Siam                                     | 48° 23′ 17″ N, 4° 29′ 20″ O | Brest    | |
|   | • |   | Liberté / Frankiz                        | 48° 23′ 25″ N, 4° 29′ 07″ O | Brest    | Bus 1 2a 2b 3 4 5 12 13 16 19 26 90 Noctybus La ligne bleue, BreizhGo 912, 913, 914, 915 et 916 En construction : Tram B Bus D |
|   | • |   | Jean-Jaurès                              | 48° 23′ 32″ N, 4° 28′ 58″ O | Brest    | Bus 1 3 5 19 |
|   | • |   | Saint-Martin / Sant-Varzhin              | 48° 23′ 39″ N, 4° 28′ 48″ O | Brest    | |
|   | • |   | Octroi / Aotre                           | 48° 23′ 47″ N, 4° 28′ 35″ O | Brest    | Bus 3 |
|   | • |   | Pilier Rouge / Pilier Ruz                | 48° 23′ 56″ N, 4° 28′ 22″ O | Brest    | |
|   | • |   | Place de Strasbourg / Plasenn Strasbourg | 48° 24′ 07″ N, 4° 28′ 05″ O | Brest    | , Bus 14 15 16 17 19, BreizhGo 927, 932 et 933                                                                                 |
|   | • |   | Menez Paul / Menez Paol                  | 48° 24′ 24″ N, 4° 28′ 04″ O | Brest    | |
|   | • |   | Europe / Europa                          | 48° 24′ 40″ N, 4° 28′ 16″ O | Brest    | |
|   | • |   | Pontanézen / Pontanezen                  | 48° 24′ 54″ N, 4° 28′ 18″ O | Brest    | |
|   |   | • | Mesmerrien / Mesmerien                   | 48° 25′ 11″ N, 4° 28′ 04″ O | Brest    | |
|   |   | • | Kergaradec / Kergaradeg                  | 48° 25′ 29″ N, 4° 28′ 01″ O | Brest    | |
|   |   | ■ | Porte de Gouesnou / Dor Gouenoù          | 48° 25′ 51″ N, 4° 28′ 05″ O | Gouesnou | , Bus 4 5 20 23 25 94, BreizhGo 920, 921, 922, 923, 924, 925, 926 et 927                                                       |
| • |   |   | Eau Blanche / Dour Gwenn                 | 48° 25′ 01″ N, 4° 27′ 35″ O | Brest    | Bus 25 |
| • |   |   | Kerlaurent / Kerlaorañs                  | 48° 25′ 07″ N, 4° 27′ 11″ O | Brest    | Bus 25 |
| ■ |   |   | Porte de Guipavas / Dor Gwipavaz         | 48° 25′ 09″ N, 4° 26′ 39″ O | Guipavas | , Bus 97, BreizhGo 927 |

## Exploitation
La ligne A est exploitée par RD Brest, exploitant du réseau Bibus. Elle fonctionne de 4 h 40 à 0 h 50 environ du lundi au samedi et de 7 h 30 à 0 h 50 environ les dimanches et jours fériés. En raison de la proximité avec le dépôt, la première rame commence son service à Porte de Plouzané à 4 h 42 (7 h 33 les dimanches et fêtes) tandis que les derniers services partent de Porte de Gouesnou à 0 h 22 puis de Porte de Guipavas à 0 h 51 pour pouvoir rentrer au dépôt situé à l'autre extrémité de la ligne. Les tramways relient, à raison d'une alternance d'une rame sur deux par branche, les stations Porte de Plouzané et Porte de Gouesnou en 39 minutes ou Porte de Guipavas en 38 minutes grâce à une vitesse commerciale de 18 km/h et des stations espacées de 500 mètres environ,.
Les rames circulent à la fréquence d'un passage toutes les six à huit minutes en journée, du lundi au vendredi. Le samedi, elle est de dix minutes le matin et de sept minutes l'après-midi. Très tôt le matin et après 20 h, la fréquence diminue progressivement pour atteindre trente minutes jusqu'à la fin du service, cette fréquence est aussi celle appliquée les dimanches et jours de fêtes, sauf l'après-midi où elle est le quinze minutes.
En heures de pointe, l'exploitation nécessite 17 rames. En cas de levée du pont de Recouvrance la ligne fonctionne en deux tronçons distincts, les stations Recouvrance et Château placées de part et d'autre du pont deviennent terminus, la liaison inter-rives est alors assurée par la ligne de bus 1 déviée par le pont de l'Harteloire, les voyageurs sont aussi invités à emprunter le téléphérique.
En cas de travaux ou d'événements nécessitant l'interruption totale ou partielle de la ligne, un service de bus de relais nommé « bus de remplacement du tram » ou parfois par son numéro de ligne, le 101, est mis en place en suivant au plus près le tracé du tramway avec parfois des reports sur des arrêts de bus situés sur des axes parallèles comme à Recouvrance, en centre-ville et à Pontanézen ; par exemple, la station Saint-Exupéry est reportée sur l'arrêt scolaire Mouchotte.

### Matériel roulant

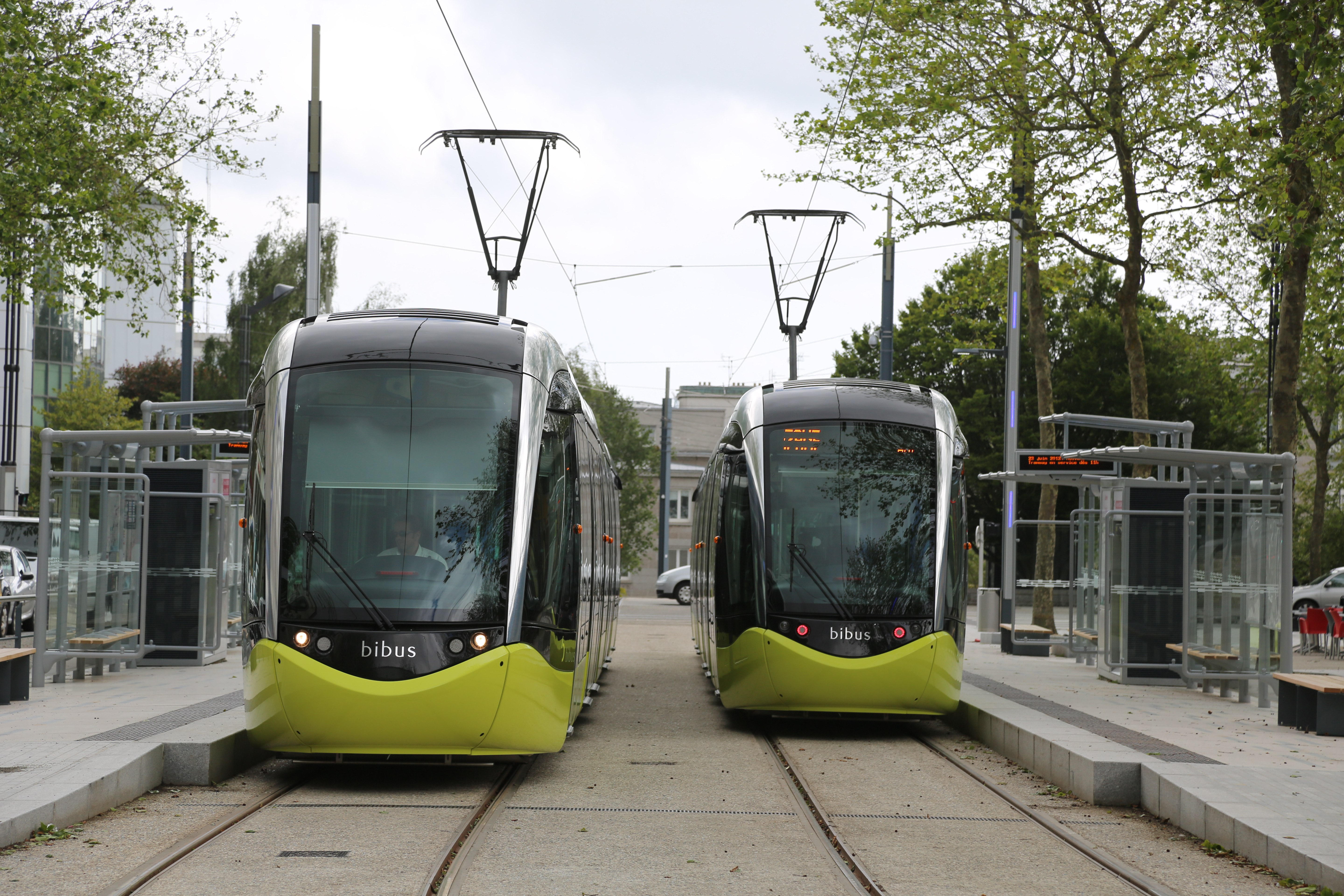
Vue de face.

La ligne est équipée de vingt rames Citadis 302 construites par Alstom, et numérotées de 1001 à 1020. Ces rames sont issues d'un appel d'offres commun entre Brest Métropole et Dijon Métropole portant sur l'acquisition de 52 rames, la capitale bourguignonne se dotant aussi d'un réseau de tramway mis en service fin 2012, ce qui constitue une première en France avec l'objectif d'économiser dix à quinze millions d'euros par rapport à deux commandes séparées,,.

### Centre d'exploitation et de maintenance

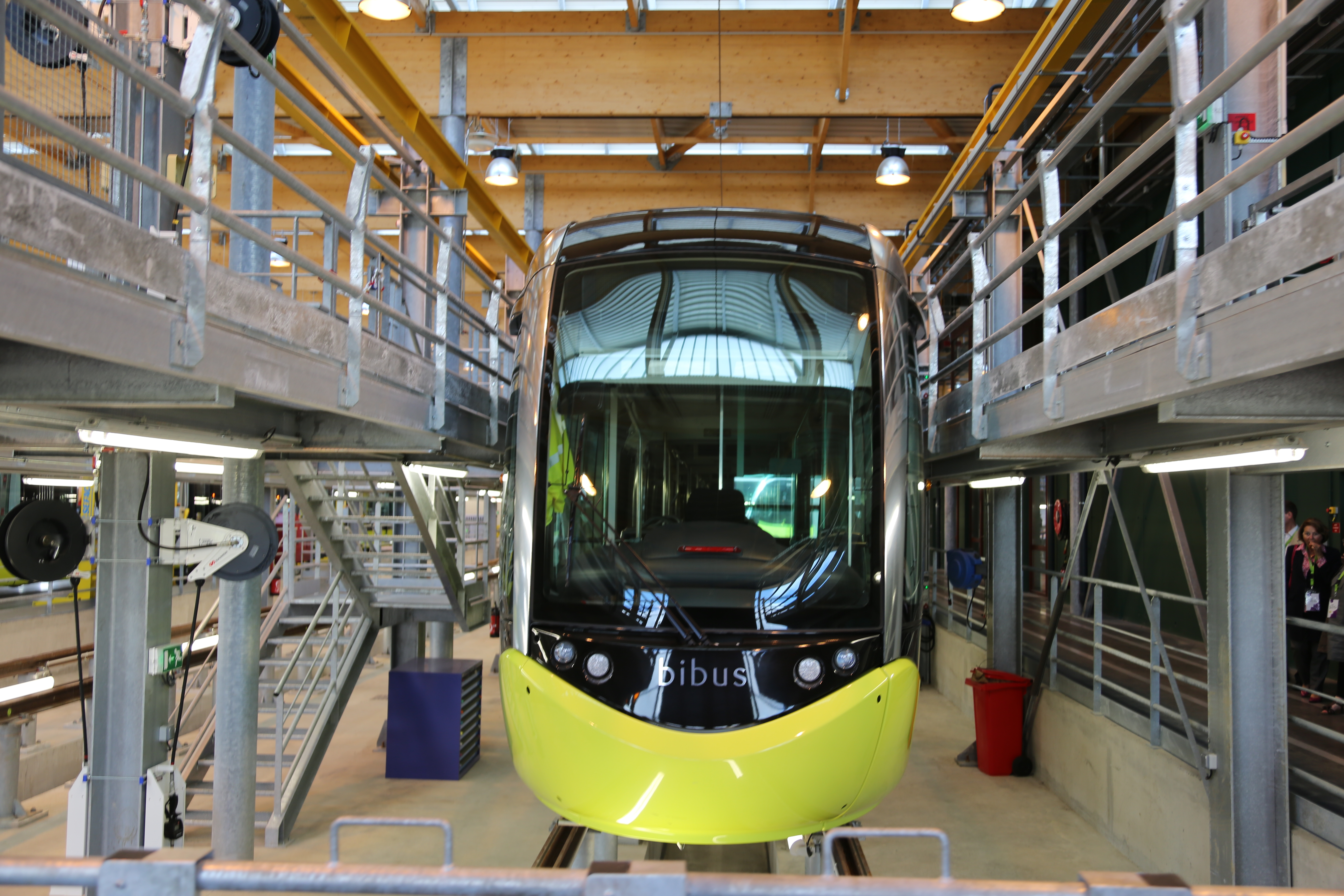
Une rame sur la voie de maintenance, avec les passerelles d'accès en toiture.

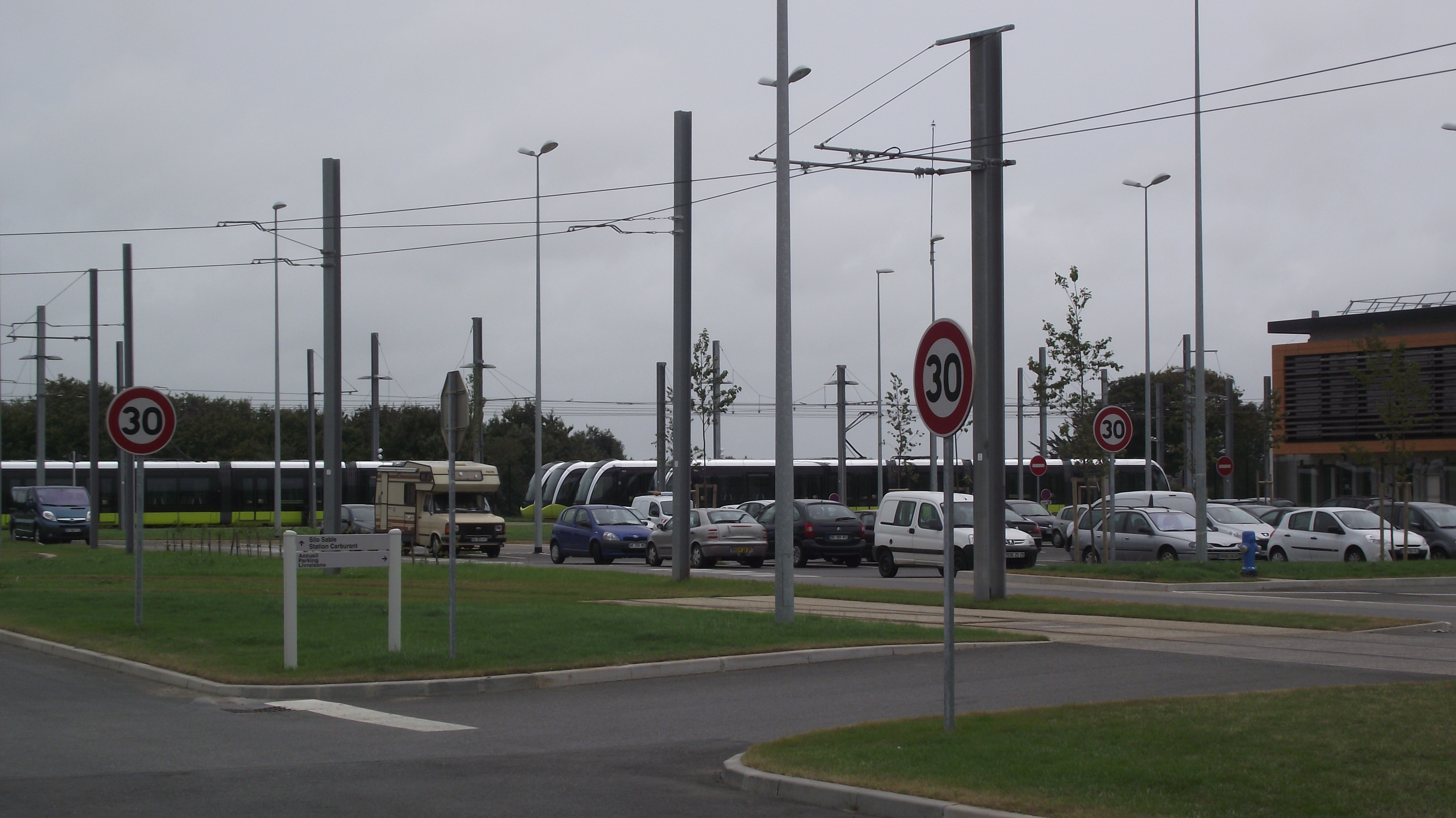
L'intérieur du CEMT, avec le remisage extérieur en arrière-plan.

Les rames de la ligne sont entretenues au Centre d'exploitation et de maintenance du tramway (CEMT). Il est relié à la ligne A au niveau de la station Porte de Plouzané par un accès en triangle permettant l'accès aussi bien depuis la station précitée que depuis l'est.

## Projets
Toujours dans le cadre de l'étude réalisée en novembre 2011, des extensions en voie unique sont envisagées aux trois extrémités de la ligne A qui conduiraient la ligne jusqu'aux centre-bourgs de Plouzané (à l'ouest), Gouesnou (au nord) et Guipavas (à l'est),.

## Autour du tramway

### Tourisme

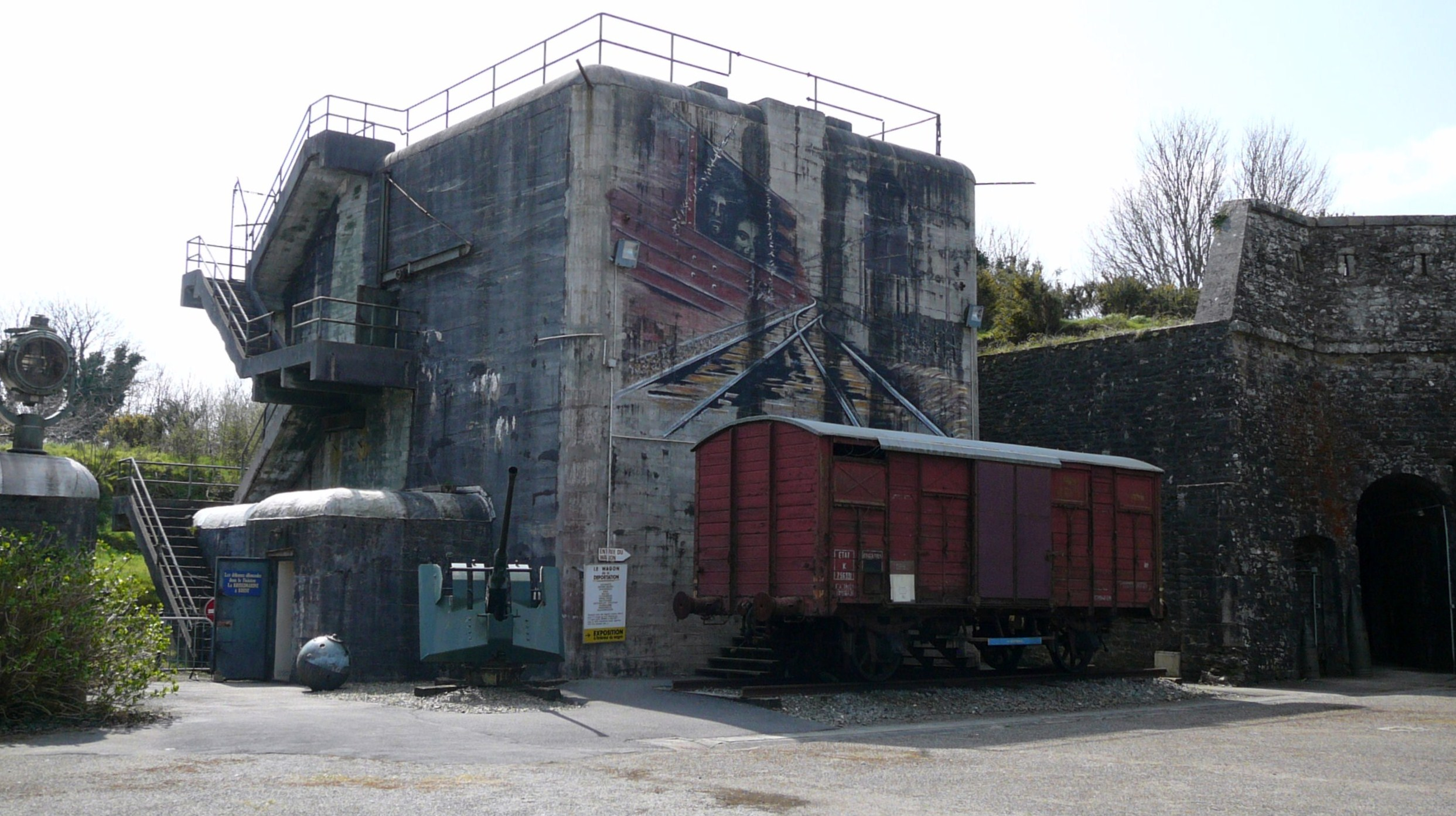
Le fort Montbarey.

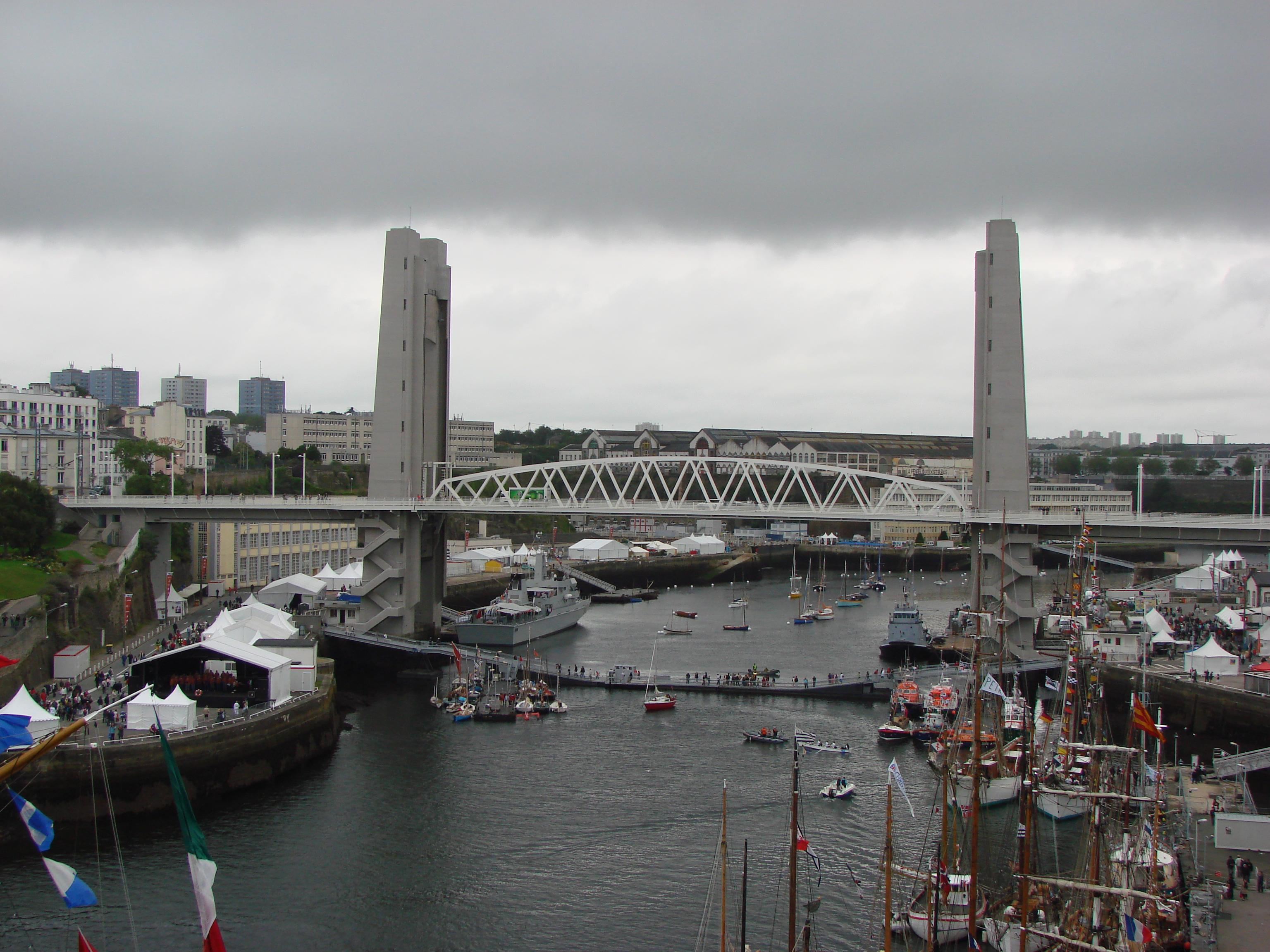
le pont de Recouvrance.

La ligne A dessert, de l'ouest vers l'est, les lieux d'attraction et monuments suivant :
- le fort Montbarey ;
- le centre commercial Iroise-Carrefour ;
- la Brest Arena ;
- le lycée Dupuy-de-Lôme ;
- l'église Sainte-Thérèse du Landais ;
- les ateliers du plateau des Capucins et le téléphérique de Brest ;
- le quartier de Recouvrance, comptant de nombreux bâtiments remarquables dont la tour Tanguy ;
- le pont de Recouvrance ;
- le château, accueillant le musée national de la Marine ;
- la salle de spectacle Le Quartz ;
- la place de la Liberté et l'hôtel de ville ;
- l'hôpital Augustin-Morvan ;
- l'Église Saint-Louis ;
- les halles Saint-Louis ;
- le quartier Saint-Martin ;
- l'ENSTA Bretagne ;
- le centre commercial Phare de l'Europe-Géant Casino ;
- les zones commerciales de l'Hermitage et du Froutven.

### Démarche artistique

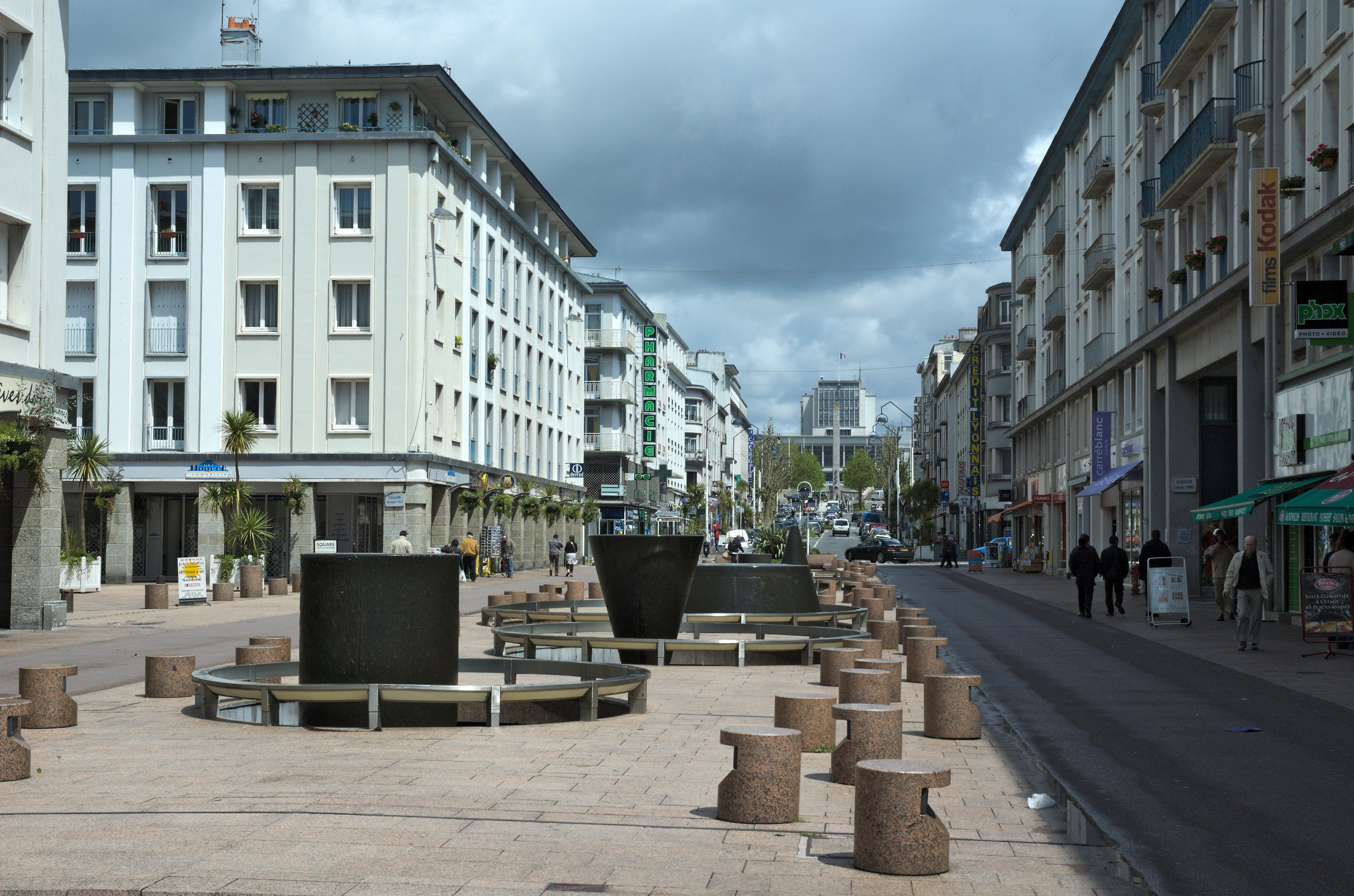
« Les Lacs » de Marta Pan avant ...

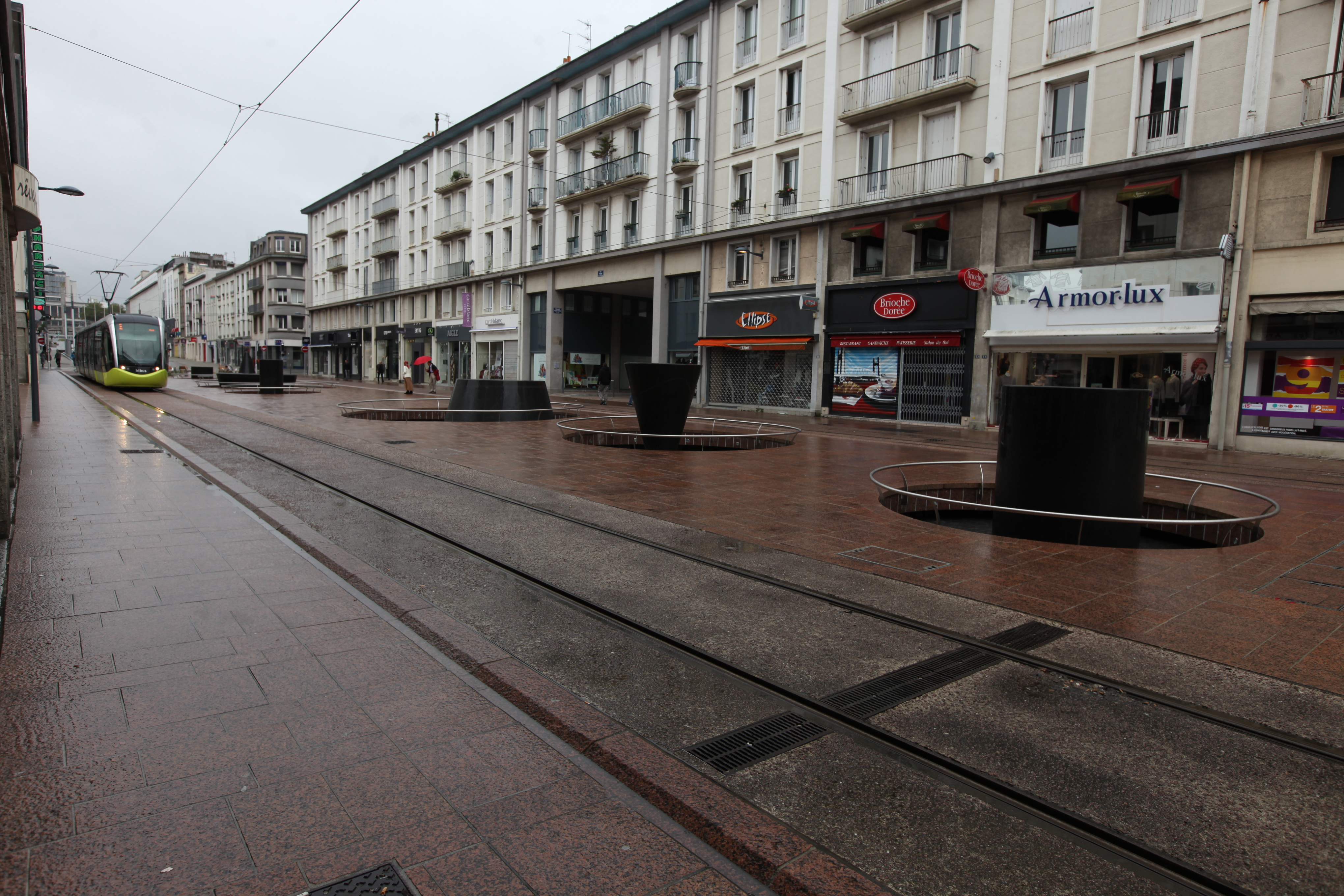
... et après les travaux

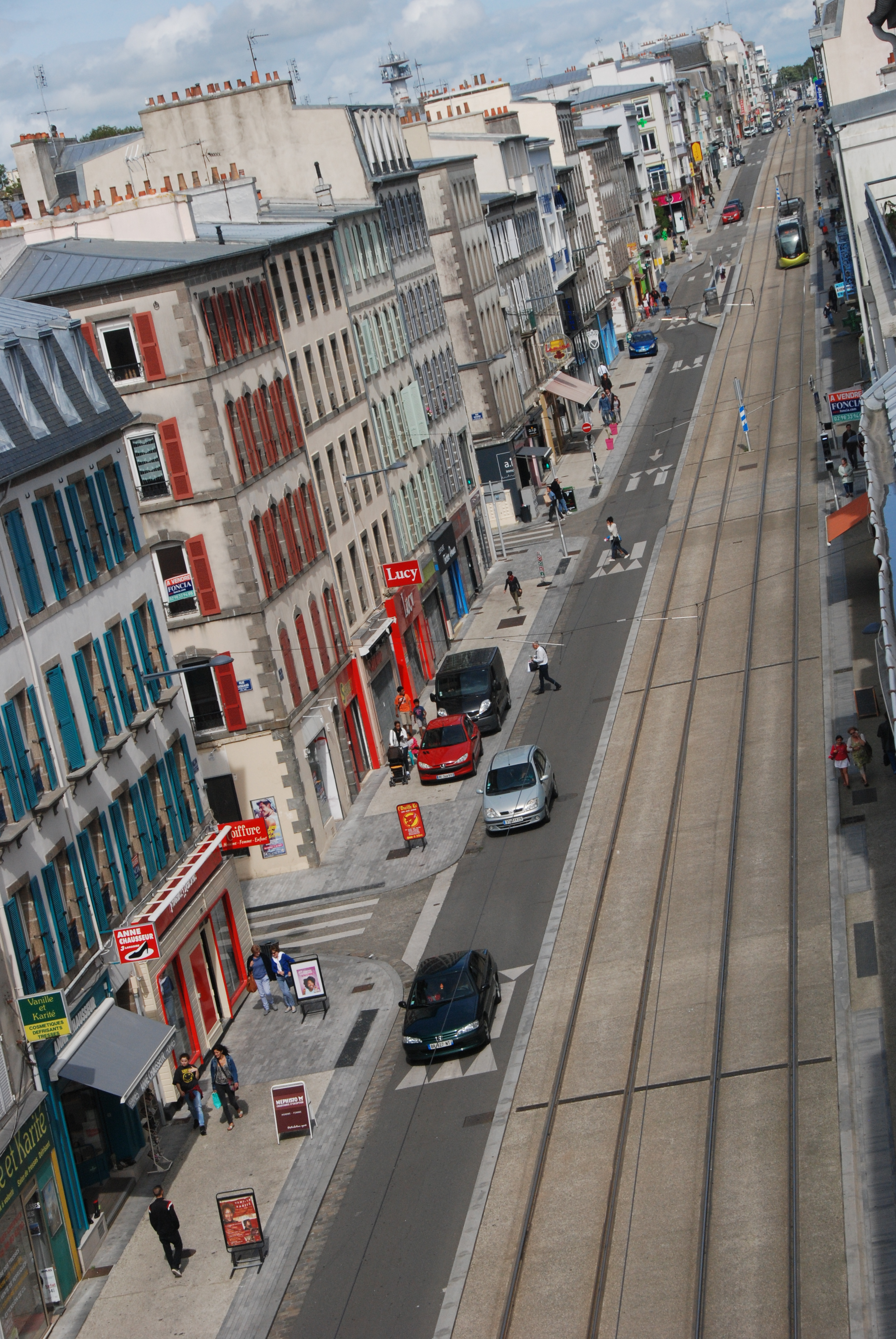
La rue Jean-Jaurès métamorphosée par le tramway.

Le 29 juin 2009, Brest métropole décide d'allouer un budget d'un million d'euros pour la réalisation d’œuvres d'art le long de la ligne, tout en tenant compte des trois installations déjà existantes,,.
Les sept œuvres réalisées dans le cadre de la construction du tramway sont :
- « Les Tickets collection » de Mrzyk & Moriceau, il s'agit de tickets occasionnels décorés de dessins et de la seule œuvre non-fixe ;
- « L'Arbre empathique » de Enric Ruiz Geli, à la station Château ;
- « Les Jetées » de Didier Faustino, à la station Strasbourg ;
- « Signes de vie » de Olivia Rosenthal et Philippe Bretelle, entre les stations Europe et Pontanézen ;
- « Le Générateur de Recouvrance » de Pierre di Sciullo, entre les stations Recouvrance et Les Capucins ;
- « Les Cylindres vibrants » de Hughes Germain, à la station Dupuy de Lôme ;
- « Data Horizon » de Sylvie Ungauer, à la station Porte de Plouzané. Cette œuvre numérique ne fonctionne plus en 2017.

Ces œuvres s'ajoutent aux trois installations préexistantes :
- « Les lacs » de Marta Pan, à la station Siam ;
- « Recouvrance » de Marcel Van Thienen à la station Fort Montbarey (anciennement situé en bas de la rue de La Porte en sortant du pont de Recouvrance).
- « Arbre à palabres et pavois » de Bénédicte Klène à la station Europe.

L'œuvre « Les Jetées » a été désignée par les auditeurs de RMC comme étant le bâtiment public le plus moche de France en 2016 dans le cadre du championnat du bâtiment public le plus moche de France lancé par l'animateur Éric Brunet. Il annonce alors vouloir délocaliser son émission Carrément Brunet à Brest pour l'occasion et provoque une polémique car, après avoir annoncé qu'il annulait son déplacement dans la cité du Ponant pour cause de perturbations à l'aéroport d'Orly, l'aéroport annonce sur les réseaux sociaux qu'aucune perturbation n'était en cours, laissant certaines personnes dire que l'animateur avait peur d'affronter la réaction des brestois.